# Broicher Schlagd

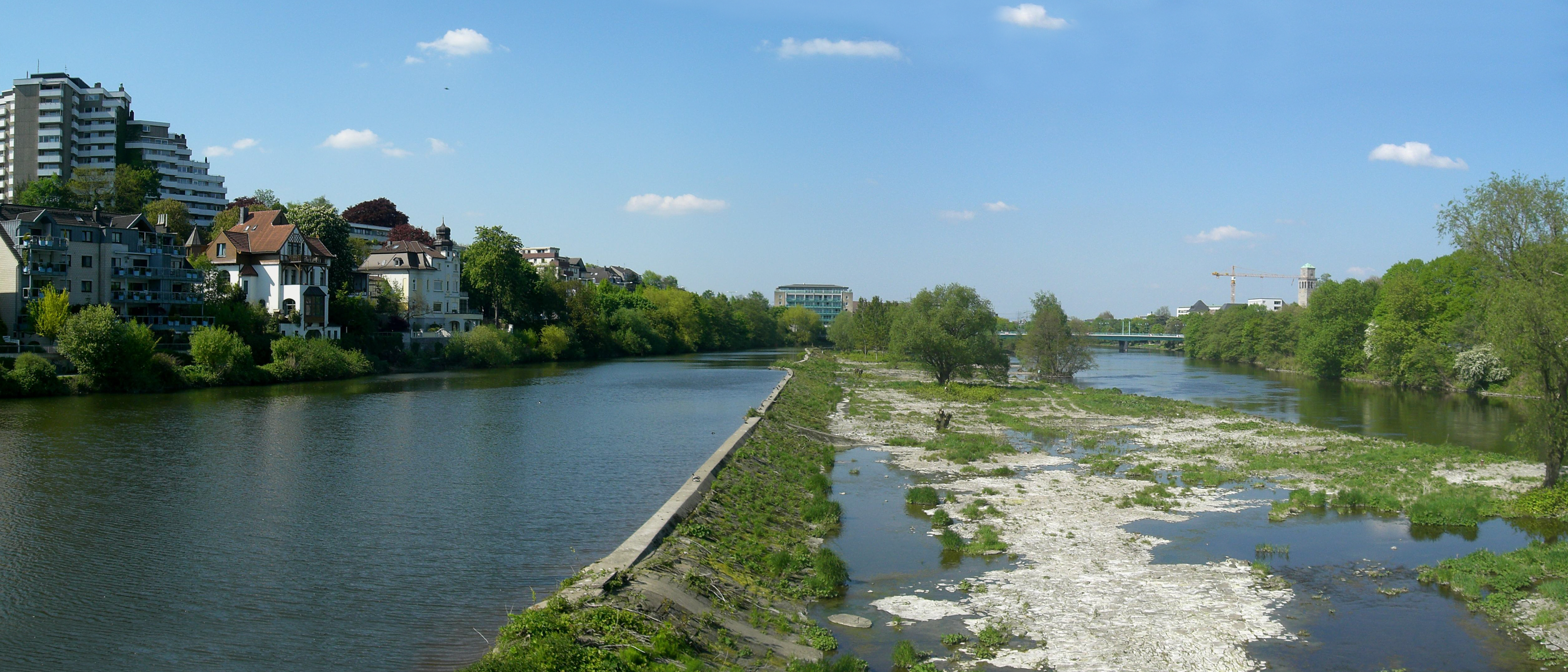
Broicher Schlagd

Die Broicher Schlagd ist ein Aufstau an der Ruhr in Mülheim an der Ruhr. Sie befindet sich am nördlichen Ende der Dohneinsel.
An der Schlacht befinden sich das Wasserkraftwerk Kahlenberg und das ehemalige Rückpumpwerk Kahlenberg sowie die Veranstaltungsstätte Frankys Ruhrkristall.
Ende 2018 wurde ein Gehölzrückschnitt auf der Schlagd genehmigt. Die Ausweisung der Dohneinsel zum Naturschutzgebiet wurde 2020 diskutiert.